# Sint-Franciscuskerk (Leeuwarden)
De Franciscuskerk is een kerkgebouw aan de Archipelweg 222 in de stad Leeuwarden. De kerk is een gemeentelijk monument.
De rooms-katholieke kerk werd gebouwd in 1962-1963 naar ontwerp van architect Herman van Wissen. Op 9 mei 2004 werd de laatste rooms-katholieke kerkdienst gehouden. 
In 2004 werd het kerkgebouw verkocht aan de Vergadering van Gelovigen te Leeuwarden. Deze gemeente heet de 'Uitzichtgemeente'. De naam van het gebouw werd veranderd in 'Het Uitzicht'.
Het orgel werd gemaakt door Vermeulen. De wandschilderingen van de kruiswegstaties werden in 1964 geschilderd door Bep Mulder.

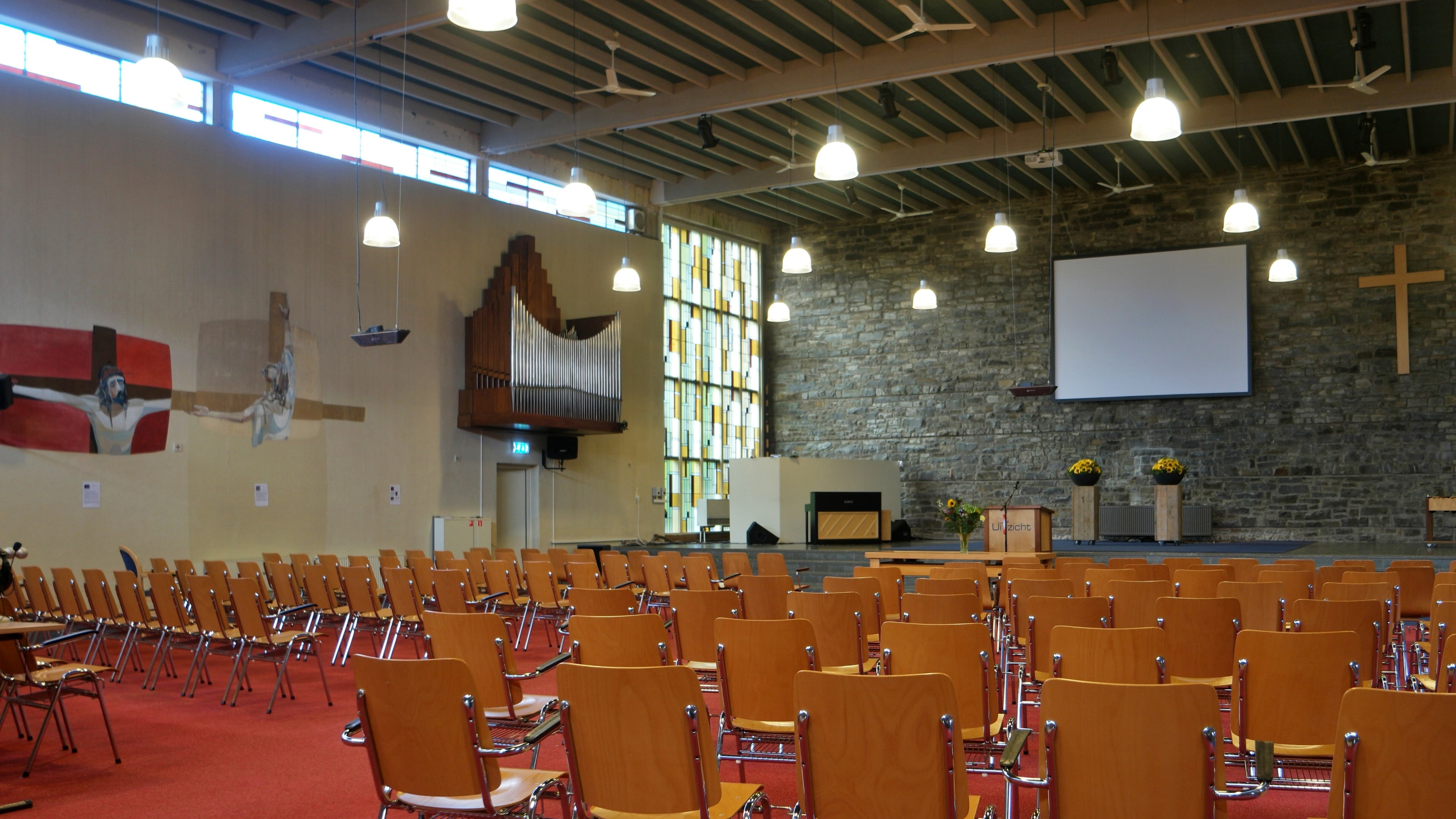
interieur in 2024
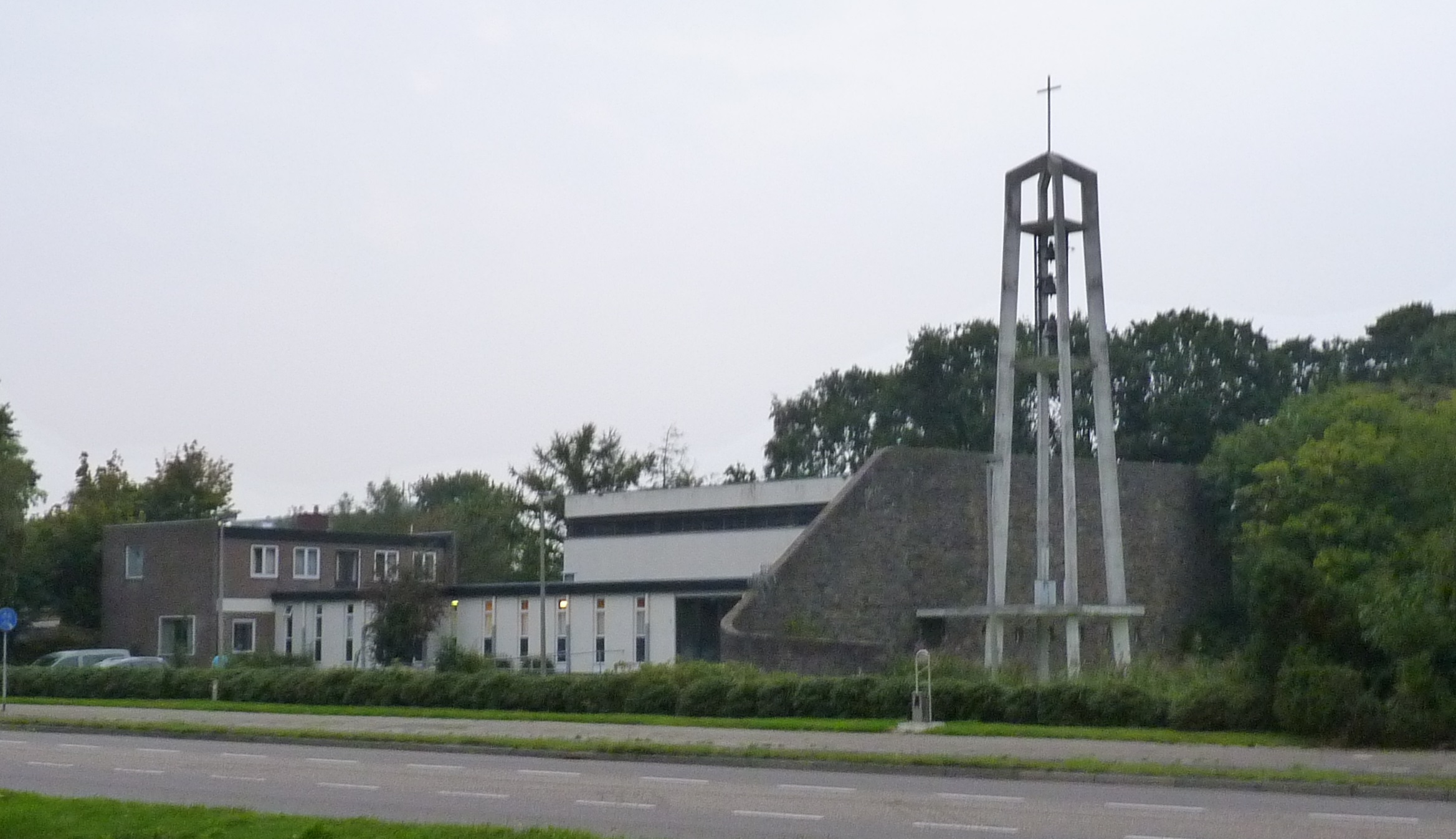
kerkgebouw in 2014